# 喫煙の宗教的見解
喫煙の宗教的見解（きつえんのしゅうきょうてきけんかい）は、広範囲にわたり多様である。世界各地でタバコが喫煙されるようになった起源者であるアメリカ・インディアンにおいては、「タバコの喫煙」は伝統的に宗教上の儀式として行われている。
アメリカ・インディアン以外の者達にとって、喫煙行為は異宗教の儀式であり、しかしながらタバコの喫煙は世界中で各宗教において見られ、アブラハムの宗教および他の諸宗教はその習慣を16世紀のヨーロッパ諸国によるアメリカ大陸の植民地化により近世に導入したばかりである。アメリカ・インディアンを除いては、アーミッシュがタバコを宗教上の目的において使用するようである。

## アメリカ・インディアン
本項で述べる煙草文化はアメリカ・インディアンの固有文化であり、ハワイ州やグアムなど、太平洋諸島の先住民族やアラスカ州のエスキモー、アレウトなど、煙草の栽培と喫煙文化を本来持たない、インディアン以外のアメリカ合衆国の先住民族は含まれないので、この点誤解のないよう注意されたい。
「聖なるパイプ」による煙草の共同喫煙（回し飲み）は、多くのインディアン諸部族の一般的な儀式であり、大いなる神秘と繋がり、他者と和平を結ぶための、彼らの宗教の重要かつ神聖な部分である。アニシナアベ族にとっての煙草（「Sema」と呼ばれる）は、儀式的な使用により、発展する煙が祈祷者を天空に連れて行ってくれる、最高に聖なる植物であると考えられている。これは基本的にすべてのインディアン部族共通の考え方である。
聖なるパイプによる喫煙の儀式は日の出とともに行われ、また夕食の後、「スウェット・ロッジ」の前後、眠りに就く前に行われる。
これらの儀式の間に使用される煙草は効力的に広範囲にわたり多様である。マヤやアステカでも喫煙が行われたが、— 南アメリカで使用されるニコチアナ・ルスティカ 種は、例えば、一般的な北アメリカのニコチアナ・タバクム のニコチン含有量の二倍に至る。
また喫煙の儀式はありとあらゆる決めごとの際に、大いなる神秘の了解を得るために行われる。インディアンは香りを良くするために煙草に黄ハゼの葉、クマコケモモ、赤柳の樹皮などを細かくしたものを混ぜる。
イロコイ連邦を始め、いくつかのインディアン諸部族は煙草を栽培し、インターネット上を含むタバコ店舗を操業している。彼らの煙草販売はアメリカ連邦と結んだインディアン条約の規定により、通常の場合免税される。これらのインディアン部族によって生産される煙草は、インディアン保留地内のインディアンが経営する店舗や、非インディアンの業者によって、廉価販売されている。

## アブラハムの宗教
モルモン教を除けば、アブラハムの宗教は喫煙が新世界からヨーロッパに導入される以前に始まった宗教である。したがって、これらの宗教は基礎となる教えの中でそれを扱っていない。しかしながら、近代の実践者たちは喫煙に関して信仰上の解釈を提供している。

### キリスト教
新約聖書・マタイによる福音書15章で、食事の戒律についてユダヤ人律法学者に咎められたイエスが、「口にはいるものは人を汚すことはない。かえって、口から出るものが人を汚すのである」と反論していることもあり、キリスト教ではユダヤ教のような飲食に関するタブーは基本的に存在しない。
タバコの使用に関する公式なカノン上の禁止はないが、正教会の間でのさらなる伝統では聖職者または修道者の喫煙を禁じ、信者はこの習慣がもしあるならば断つように強く奨励されている。喫煙する者は、聖なる神秘（サクラメント）を受けて清められた「聖霊の宮」（換言すると、体）を汚していると見なされる。（「聖霊の宮」である体に関する見解はまたプロテスタント界でも一般的であり、タバコ使用だけでなく脱法薬物、摂食障害、他の体に有害である悪習に反対する基本原則として引用される。）さらに、教会の教えでは、キリスト教徒は禁欲主義の暮らしをするべきでありまたいかなる受難も被るべきではない。正教会の文化では、喫煙を表現するために「サタンの香」などのように不名誉な言葉を様々に展開してきた。アレキサンダー・レベデフ神父は正教会の取り組みを次のように描写する。
あなたは尋ねます、「カノンが語るところはあるでしょうか、論点は…タバコについてなのですが」。私はあなたに尋ねるでしょう、大麻使用やコカイン吸引やインターネットからのわいせつ画像ダウンロードを禁止するカノンはどこでしょうか。明らかに、ないのです。このことがあなたの生来持っている正教会の共通認識ではあなたが健全であるものとないものを見分けるように導くために不十分ということになるでしょうか。カノンは全てのありそうな質問への回答の大系と考えられるべきではないのです。神は私たちに知性と良心をお与えくださり、私たちはそれらを使うべきなのです、正しいことと正しくないことをはっきりと決定するために、特殊な論点がカノンで扱われていてもいなくても。

タバコの喫煙はおぞましく、汚れて、中毒性の習慣で喫煙者の口を灰皿に変えるのです。それは喫煙者の体を毒するだけでなく喫煙者が呼吸する周りの他の人たちの空気を汚すのです。それは正教会司祭、輔祭、または修道の状態の尊厳と完全に矛盾しているのです、カノンがはっきりとそれを扱っていてもいなくても。
ローマ・カトリック教会は喫煙それ自体 を不適当と断定しないが、過度の喫煙は罪深いと考え、カテキズムに説明がある (CCC 2290)。

「自制の美徳は私たちにあらゆる種類の過多を避けるようにさせる: 食物、アルコール、タバコ、薬の乱用。」

ヨハン・ゼバスティアン・バッハはパイプの喫煙を楽しんだことで知られ、彼の神との関係をいかに強化しているかを詩に書いた。 19世紀の変わり目まで、あるキリスト教の伝道者と社会改革者からは喫煙が不道徳な習慣と考えられていた。 1904年にウエスタン・メソジスト・ブック・コンサーン・オブ・シカゴから出版された反喫煙の対話を取り上げているJ.M.ジュディの本Questionable Amusements and Worthy Substitutes で、タバコは、酩酊、賭博、カード、踊り、観劇と一緒に挙げられている。
メソジストの一派である救世軍は、禁煙を絶対としている。

### イスラム教
1890年代に、シーア派聖職者たちはペルシアで操業する西洋のタバコ会社に対して暴動を起こした。しかしながら、それらのイスラム教のタバコ・ボイコット運動は今日であれば保護貿易または経済正義と呼ばれるもののための懸念により動機付けられた。より最近では、そのようなタバコ・ファトワー（イスラム教の法的決定）が健康の懸念から発行された。
イスラム教の聖書である『アル＝クルアーン』（コーラン）は喫煙をはっきりと禁止または非難をしていないが行動に関する指導を与えている。
- 「おまえ自身の手でおまえ自身を危険に投じてはならない...」（雌牛 2章195節）
- 「おまえは食事をしてもよい、飲み物を飲んでもよい、しかし浪費をしてはいけない」（高壁 7章31節）

近代のイスラム法は『アル＝クルアーン』、他の伝統的出典、解釈（例えば、イジュティハード）を根拠にしている。多岐にわたるイスラム教の法精神と喫煙がおよぼす健康への影響に関してイスラム教の学者たちが異なる理解をし、タバコの喫煙に関するイスラム教の意見は多様である。それが（宗教上で定められた）職掌の実践を高めるようにする場合に限り喫煙は許可されるという提案をする裁定もある。それでもなお、同時代の裁定は喫煙を潜在的に有害と定めるか、もしくは重度の健康被害の原因として喫煙を完全に禁止する（ハラーム）傾向にある。アラブ・ムスリムは喫煙を禁止する傾向にあり、南アジアでは、喫煙は適法と考えられているが防止されるという傾向にある。
アラビア語圏の多くの地域では、喫煙の法的状態は近年の間さらに進んで変化し、おびただしい数の宗教上の布告またはファトワー、それはエジプトのアル＝アズハル大学などのような著名な機関からのものを含み、現在では喫煙禁止を宣言している。喫煙を禁止として再分類することへの支持の中で言及される理由には、有害であると結論付ける全ての行為に関するイスラム法上の一般的な禁止を含む。例えば、『アル＝クルアーン』は言う、「それから神のためにおまえの財を費やせ、それからおまえ自身の手でおまえ自身を破滅させてはならない（2; 195）」。さらに、法学者たちは金銭を浪費しないようにという『アル＝クルアーン』の訓戒に依拠している。受動喫煙に関係した危険に対するより大きな認識はまた、他の人々に対する身勝手な迷惑、苦痛、または危害を引き起こすことを避ける義務について最近の法学者たちに言及させている。
実際に、少なくともある最近の調査（パキスタンのアボッターバード）では規則を遵守するムスリムは喫煙を避ける傾向にあるということが判明した。 ある若いムスリムのアラブ系アメリカ人による研究ではイスラム教の影響と結び付けられた喫煙の減少があるということが判明した。 逆に、あるエジプト人の研究ではある反喫煙ファトワーの知識は喫煙を減少させなかったことが判明した。 全体として、イスラム教の国々で喫煙の普及は増加している。

### ユダヤ教
ラビ・イスラエル・メイール・カガン（1838年–1933年）は喫煙について明言した最初のユダヤ教の権威の一人であった。彼はそれを健康上の危険および時間の浪費と考え、たまらず欲しがり権利を主張する人々のために若干の根気を持って、その最初の場所（Likutei Amarim 13, Zechor le-Miriam 23）で決して喫煙を始めてしまわないようにということを述べた。
健康志向の関心に沿った変化がそれぞれのラビによるユダヤ法（ハラーハー）解釈に見られることがある。例えば、喫煙と健康の関連がまだ不確かであった時代に、ラビ・モーシェ・ファインシュタインは影響力のある意見を1963年に発行し、喫煙は許可されているがまだ勧められないと述べた。（Igrot Moshe Y.D. II:49）
より最近の、ラビによるレスポンサの主張傾向は、喫煙は自己の生命に関わる危機としてユダヤ法の下で禁止されている、屋内空間での喫煙は他の人々への被害の類型として制限されるべきである、というものである。その自己の生命に関わる危機の規則は自分の健康に気を付けるための命令として読まれる聖書の節に部分的には基づいている。- "ונשמרתם מאד, לנפשתיכם" [Vi'nish'martem Me'od Li'naf'sho'tey'chem] Deut. 04:15 (申命記4章15節) 「それからあなたたちはあなたたち自身をよく注意しなさい...」 同様に、他の人々への危害に対するラビによる規則は聖書とタルムードの律法までたどる。
著名なアシュケナジ系超正統派ラビは人々に喫煙しないよう呼びかけ喫煙を「邪悪な習慣」と呼んだ。これらのラビに含まれるのはラビ・ヨーセーフ・シャーローム・エリアシブ、ラビ・アハロン・レイブ・シュテインマン、ラビ・モーシェ・シュムエル・シャピロ、ラビ・ミヘル・イェフダ・レフコウィッツ、ラビ・ニシム・カレリッツ、ラビ・シュムエル・アウアーバハである。ラビ・シュムエル・ハレヴィ・ウォスネルは人々が喫煙を始めることを禁じ、喫煙する人々はそれを断つようにと言った。これらのラビ全員はまた他の人々がそれにより迷惑するかもしれない公共の場所での喫煙は禁止されていると言った。
重要なセファルディ系超正統派ラビの中では、ラビ・ベン・ツィオン・アバ・シャウルとラビ・モーシェ・ツェダカが喫煙を始めないように若者に呼びかけた。
明示的に喫煙を禁じた他の主要なアシュケナジ系ラビに含まれるのはラビ・エリエゼル・ヴァルデンベルク、ラビ・モーシェ・スターン、ラビ・ハイム・ピンハス・シェインベルグ。

### 末日聖徒イエス・キリスト教会
嗜好としての飲酒やコーヒーを戒めることと同様に、喫煙もまた避けるべきものとみなされる。
末日聖徒運動の創設者ジョセフ・スミス・ジュニアは1833年2月27日にタバコについての啓示を彼が受けたと記録した。それは知恵の言葉として一般に知られ、モルモン教徒により聖典として権威を認められた本の教義と聖約第89条に見られる。（第89条8節「また、タバコは体にも腹にも良くないし、人間にも良くないが、打ち身やすべての病気の牛に効く薬草であり、判断力と技術をもって使用すべきである」）

## ヒンドゥー教
ヒンドゥー教にはタバコは神聖なものではないという見解がある。『バガヴァッド・ギーター』17章では食べるものの分類が語られ、燃焼しているもの等は、痛みや病気を引き起こす等のほうに分類されている。

## 仏教
アブラハムの宗教と同じく、仏教もタバコがユーラシア大陸に伝わるより遥か昔に成立した宗教であるため、五戒の中に不飲酒戒が明記されているのとは対照的に、喫煙に関する明確な規定は無い。そうした理由もあり、時代、宗派、地域ごとに喫煙についての意見は様々である。
なお、釈迦は「体臭や口臭は心身の穢れである」と説いていたことから、もとより仏教においては臭いの強いものは忌避されている。

### 東アジア
- 中国出身の禅宗僧侶隠元隆琦によれば、タバコの喫煙は悪臭がして喉は汚れ、炎を吐く鬼のようであり、もし釈迦の時代、霊鷲山に植物のタバコが自生していたら、タバコは「五辛（ごしん）」（禁葷食）の植物に追加され、必ず禁じられたに違いないということである[13]。

- 日本において、江戸時代に曹洞宗の宗風刷新に努めた卍山道白・面山瑞方は、『タバコの匂いが五葷（ごくん）と同じく禅定を妨げ、ニコチンの中毒性がむさぼりの心を生む』として、僧侶の喫煙を厳しく批判していると曹洞宗高岩寺住職で医師来馬 明規が指摘した。[14]。

- 日本の宗教評論家で浄土宗出版室長を務めていた宝田正道（1914年-1988年[15]）は、『浄土宗新聞』一面の自身の連載「常夜灯」で喫煙の有害性を指摘し禁煙を勧めている。特に胎児を身ごもる女性の喫煙は胎児の生命に関わり、エイズ（AIDS）を凌駕する脅威であるという。宝田によれば、仏教の教えでは自らは修行をし、他者に対しては救済をし（自利利他）、他の生命を脅かすことは言語道断ということである。宝田は、身ごもる女性が喫煙することは、一時の快楽のために子どもの生命を犠牲にする暴虐であると嘆いている。宝田はまた、僧侶は受動喫煙の排除に尽力すべきであるとも記述している。さらに、喫煙をやめることにより得られるものとして、自分の健康が保たれる、他人に迷惑がかからなくなる、等を挙げている。[16]

### 南アジア
- チベット仏教を国教にするブータン王国はタバコの喫煙を2005年に禁止し（禁煙#アジア諸国も参照）、ジグメ・ティンレー首相は国民の健康への考慮を次のように語っている。[17]「わたしたちは、わたしたちの国民のために、汚染なきことを望み、また、よき健康を望みます。」

## 儒教

### 日本
日本の儒学者貝原益軒は、『養生訓』の中でタバコ（烟草）について、毒である、病気になる、火災になる、くせになりやめられない、初めから吸わないほうがいい、貧民には出費がかさむ、と述べている。

### 朝鮮半島
朝鮮半島において喫煙は儒教の影響を受けている。李氏朝鮮王朝時代、喫煙は目上の人の前では厳禁であった。両班階級は喫煙に身分制限をし、喫煙を両班階級の特権にした。
韓国における喫煙は、現代においても儒教の教えが反映され、両親、先生、祖父母のような目上の人の前では喫煙せず、もし喫煙するとしても、見せないように背中を向けて喫煙する。会社員は会食の際、上司の前で喫煙せず、外に出て喫煙する。配偶者の実家では喫煙しない。女性が喫煙者であることを隠そうとすることも儒教の慣習に基づき、路上や公共の喫煙所などの誰かに見られる場所で堂々と喫煙する女性は少ない。

## 日本神道
神道は、日本固有の宗教である。日本にタバコがもたらされた時期は説により様々であるが、概ね第105代後奈良天皇（在位1526年-1557年）の在位後期から第107代後陽成天皇（在位1586年-1611年）の在位中期である。徳川氏が幕府であった時期の日本は、治安維持、稲作保護、火災防止などを目的として禁煙令や葉タバコ耕作禁止令・売買禁止令を発布していた。しかしながらその時期にあって第108代後水尾天皇（在位1611年-1629年）は、タバコを歌にしている。
「藻塩やく 酒人ならねど 煙くさ なみよる人の しほとこそなれ」
第113代東山天皇（在位1687年-1709年）の頃、タバコに関する禁令は新たに発布されなくなった。第122代明治天皇（在位1867年-1912年）の代には、富国強兵を目指し、未成年者の健康維持のための禁煙法である未成年者喫煙禁止法（現・二十歳未満ノ者ノ喫煙ノ禁止ニ関スル法律）が施行された。
明治天皇の頃からの恩賜品であった恩賜のたばこは、日本国憲法下で明仁天皇（在位1989年-2019年）の2002年に成立した健康増進法や健康志向の国内情勢が相まって、2006年に廃止となった。
- 伊勢神宮においては、内宮・外宮共に神域内（内宮は宇治橋、外宮は火除橋より内側）は全面禁煙であり、喫煙所は神域外に設置されている。[26]
- 明治神宮においては指定場所以外での喫煙は禁止である。
- 平安神宮においては指定場所以外での喫煙は禁止である。
- 京都三大祭り（賀茂御祖神社・賀茂別雷神社の葵祭、八坂神社の祇園祭、平安神宮の時代祭）では観覧席は禁煙である。

## シク教
シク教はタバコの喫煙を禁止している。